# Baraban (singolo)
Baraban (in ucraino Барабан?) è un singolo dei cantanti ucraini Artem Pyvovarov e Klavdija Petrivna, pubblicato il 25 aprile 2024 come quarto estratto dal settimo album in studio di Artem Pyvovarov Tvoï virši, moï noty II.
È stato candidato per tre premi YUNA, tra cui quello alla miglior canzone.

## Video musicale
Il video musicale, diretto da Perov, è stato reso disponibile in concomitanza con l'uscita del brano attraverso il canale YouTube dell'artista.

## Tracce
Testi e musiche di Artem Pyvovarov e Geo Škurupij.
1. Baraban – 3:10

## Formazione
- Artem Pyvovarov – voce, produzione
- Klavdija Petrivna – voce
- Foxxstudios – mastering
- Nykyta Škuropat – missaggio

## Classifiche

### Classifiche settimanali
| Classifica (2024) | Posizione massima |
| ----------------- | ----------------- |
| Ucraina           | 1                 |

### Classifiche di fine anno
| Classifica (2024) | Posizione |
| ----------------- | --------- |
| Ucraina           | 9         |

### Classifiche di fine decennio
| Classifica (2020-29) | Posizione |
| -------------------- | --------- |
| Ucraina              | 169       |